# Seitan
Seitan, známý i jako pšeničný lepek, pšeničné maso, zjednodušeně gluten anebo lepek je potravina vyrobená z pšeničného lepku. Vyrábí se vyplavením škrobu z pšeničné mouky tak, že se opakovaně proplachuje větším množstvím vody. Po ukončení tohoto procesu zůstane lepková hmota, kterou lze dále zpracovat různými způsoby.
Používá se v pekárenském průmyslu pro zlepšení kvality mouky.
Seitan je alternativou k masu, dá se připravovat na stejné způsoby. Dobře připravený seitan se masu podobá víc než sójové produkty, za což vděčí své konzistenci. V obchodech lze koupit seitan již hotový, příp. i ochucený, nebo v práškové podobě k vlastnímu dotvoření.